# Juan Carlos Beni
Juan Carlos Eduardo Beni (n. Salta, 1920-f. Buenos Aires, 1990) fue un docente argentino que se desempeñó como senador y gobernador por la provincia de Formosa.

## Biografía
Nació en la ciudad de Salta, cursó sus estudios en su ciudad natal y ejerció la docencia.
Entre los años 1973 y 1975 ocupó el cargo de gobernador de la Provincia de Formosa, por decreto presidencial y en su mandato se favoreció la producción azucarera.